# Землетрус у Л'Аквілі (2009)
Землетрус у Л'Аквілі магнітудою 6,3 відбувся 6 квітня 2009 року о 3:32 години ночі за місцевим часом (1:32 UTC). За даними Національного інституту геофізики та вулканології Італії гіпоцентр землетрусу знаходився на глибині 8,8 км і в п’яти кілометрах від центру міста Л’Аквіла, розташованого в 95 км на північний схід від Риму. Землетрус було відчутно як у самому Римі, так і на узбережжі Адріатики на сході країни. Він став найбільш руйнівним на території Італії за попередні 30 років.
При цьому відомо, що землетрусові передував період аномальної геологічної активності, що тим не менш не змусив владу попередити населення про можливий землетрус. Певні, особливо ліві політичні сили переконані в тому, що про землетрус у Л’Аквілі не було заздалегідь повідомлено спеціально, оскільки в інтересах тодішього прем’єр-міністра Сільвіо Берлусконі було розпочати забудову пошкоджених районів за допомогою залучення певних будівельних фірм із метою отримання економічної вигоди[джерело не вказане 4516 днів].

## Руйнування та жертви
| Національність | Загиблих | Поранених | Зникли безвісти |
| -------------- | -------- | --------- | --------------- |
| Італійці       | 286      | 1 173     | 10              |
| Румуни         | 5        |           |                 |
| Македонці      | 6        |           |                 |
| Чехи           | 2        |           |                 |
| Греки          | 1        | 5         |                 |
| Французи       | 1        |           |                 |
| Українці       | 2        |           |                 |
| Ізраїльтяни    | 1        |           |                 |
| усього         | 309      | 1 179     | 10              |

Попереднє число загиблих на вечір 11 квітня 2009 становило 293 людини, 10 осіб зникнули безвісти. Окрім цього, італійські власті оцінюють кількість осіб, які залишилися без даху над головою, у 29 тисяч осіб. Від землетрусу було пошкоджено приблизно 15 тисяч будинків. Тяжкі руйнування він спричинив у старому центрі Л’Аквіли. Найсильніші пошкодження виникли в селах на схід від міста. Майже повністю зруйнована Онна, що відноситься до комуні Л’Аквіли. Тільки в цьому населеному пункті життя втратили близько 30 осіб. Майже так само сильно постраждали Кастельнуово, Фосса, Паганіка, Темпера, Камарда й Вілла Сант-Анджело. 

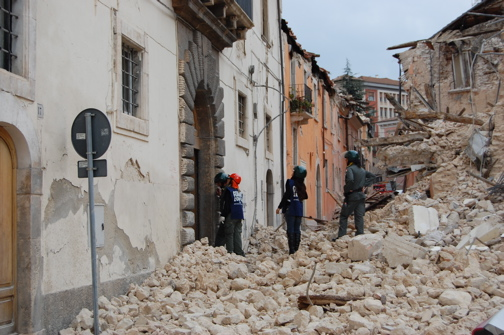
Вулиці міста після землетрусу

Евакуйованим жителям Л’Аквіли було заборонено повертатися до своїх будинків після землетрусу. Практично весь історичний центр міста став «містом-привидом», а його жителі проживали в готелях на Адріатичному узбережжі, орендованих урядом, або в нечисленних новобудовах, зведених за підтримки уряду Сільвіо Берлусконі. Наметове містечко, побудоване безпосередньо після землетрусу, незабаром було демонтовано. Число новобудов було недостатнім для розміщення всіх постраждалих. Особливій критиці з боку жителів міста піддавалася заборона проводити які-небудь зміни в новобудовах, як то: свердління дірок у стінах, або заміна меблів, оскільки «квартири, надані потерпілим, повинні бути повернуті державі, у тому вигляді, у якому вони були надані потерпілим». Відповідний список усіх предметів побуту, що знаходилися в квартирі (аж до мітли й каструль) було надано всім переселенцям.
Окрім того, особливій критиці з боку жителів міста піддалося рішення влади провести все-таки в Л’Аквілі саміт «Великої вісімки», на організацію якого було витрачено велику кількість коштів, які могли бути спрямовані на ліквідацію наслідків землетрусу. Зокрема варто згадати будівництво окремого аеропорту для прийняття зарубіжних гостей під час проведення саміту G8. Основною претензією до будівельників було те, що через особливості даний аеропорт навряд чи коли-небудь буде використовуватися в майбутньому.

## Суд над сейсмологами
У березні 2009 року рядовий дослідник Джанпаоло Джуліані став поширювати інформацію про майбутній землетрус, яку він отримав користуючись своєю методикою. Голова Служби цивільної оборони Італії Гвідо Бертолазо розпорядився провести в Л'Аквілі нараду з шістьма відомими сейсмологами, яка була покликана заспокоїти публіку і уникнути евакуації.
20 вересня 2011 року геофізики, що брали участь у нараді, і заступник голови Служби цивільної оборони постали перед судом, їм ставилося в провину ненавмисне вбивство 29 осіб, які повернулися в свої будинки після «медійної наради». За вироком суду вчені і чиновник отримали шість років в'язниці і штраф в 9 мільйонів євро.
10 листопада 2014 року апеляційний суд скасував обвинувальний вирок сейсмологам. Пізніше касаційний суд підтвердив рішення апеляційного суду.

## Список сейсмічних поштовхів
Нижче наведено список поштовхів, що передують (форшоків) та наступних (афтершоків) основного землетрусу в околиці епіцентру. Точки з магнітудою 5,0 і вище відзначені світло-синім. Головний поштовх магнітудою 6,3 Mw відзначений темно-синім. Позначення магнітуд: Mw = шкала Канамори; mb = Магнітуда об'ємних хвиль; ML = Шкала Ріхтера. (, див. також).
| Дата (YYYY-MM-DD) Час (UTC) | Місцевий час | Широта   | Довгота  | Глибина | Магнітуда |
| --------------------------- | ------------ | -------- | -------- | ------- | --------- |
| 2009-03-30 13:38:39.3       | 15:38:39.3   | 42.33° N | 13.35° E | 2 км    | 4.4 (Mw)  |
| 2009-04-05 20:48:56.4       | 22:48:56.4   | 42.36° N | 13.37° E | 2 км    | 4.0 (ML)  |
| 2009-04-06 01:32:41.4       | 03:32:41.4   | 42.38° N | 13.32° E | 2 км    | 6.3 (Mw)  |
| 2009-04-06 02:27:48.2       | 04:27:48.2   | 42.37° N | 13.23° E | 2 км    | 4.3 (mb)  |
| 2009-04-06 02:37:05.3       | 04:37:05.3   | 42.41° N | 13.32° E | 2 км    | 5.1 (Mw)  |
| 2009-04-06 03:56:48.1       | 05:56:48.1   | 42.38° N | 13.34° E | 10 км   | 4.5 (mb)  |
| 2009-04-06 07:17:16.1       | 09:17:16.1   | 42.47° N | 13.40° E | 30 км   | 4.4 (mb)  |
| 2009-04-06 16:38:10.7       | 18:38:10.7   | 42.38° N | 13.32° E | 2 км    | 4.4 (Mw)  |
| 2009-04-06 23:15:37.7       | 01:15:37.7   | 42.48° N | 13.41° E | 2 км    | 5.1 (Mw)  |
| 2009-04-07 09:26:30.7       | 11:26:30.7   | 42.31° N | 13.35° E | 10 км   | 5.0 (Mw)  |
| 2009-04-07 17:47:38.3       | 19:47:38.3   | 42.30° N | 13.40° E | 13 км   | 5.6 (Mw)  |
| 2009-04-07 21:34:30.9       | 23:34:30.9   | 42.34° N | 13.37° E | 2 км    | 4.5 (mb)  |
| 2009-04-08 04:27:42.5       | 06:27:42.5   | 42.30° N | 13.43° E | 2 км    | 4.0 (ML)  |
| 2009-04-08 22:56:49.3       | 00:56:49.3   | 42.49° N | 13.27° E | 10 км   | 4.3 (ML)  |
| 2009-04-09 00:52:59.2       | 02:52:59.2   | 42.54° N | 13.39° E | 5 км    | 5.1 (ML)  |
| 2009-04-09 03:14:52.7       | 05:14:52.7   | 42.35° N | 13.46° E | 2 км    | 4.3 (mb)  |
| 2009-04-09 04:32:46.0       | 06:32:46.0   | 42.45° N | 13.39° E | 2 км    | 4.3 (mb)  |
| 2009-04-09 04:43:12.3       | 06:43:12.3   | 42.52° N | 13.34° E | 10 км   | 4.0 (ML)  |

Частина сильних афтершоків викликала додаткові руйнування; зокрема, в момент поштовху 7 квітня о 19:47 за місцевим часом був остаточно зруйнований пошкоджений купол собору Святих Душ. Цей поштовх відчувався навіть у Римі.